# گلاستونبری
جشنواره هنرهای اجرایی معاصر گلاستونبری (به انگلیسی: The Glastonbury Festival of Contemporary Performing Arts) که بیشتر با نام گلاستونبری یا گلاستو خوانده می‌شود بزرگترین جشنواره بدون سقف و هوای آزاد و هنرهای اجرایی جهان است که به صورت سالانه در انگلستان برپا می‌شود.گلاستونبری بیشتر برای اجراهای موسیقی‌اش معروف است اما در این جشنواره رقص، تئاتر، سیرک، کمدی و بسیاری هنرهای اجرایی دیگر نیز به نمایش درمی‌آید.در سال ۲۰۰۵ محوطه اجرای گلاستونبری بالغ بر بیش از ۳.۶ کیلومترمربع بوده و بیش از ۱۸۶ اجرای زنده در آن اجرا شده و بالغ بر ۱۵۰،۰۰۰ نفر مخاطب داشته‌است.
جشنواره گلاستونبری پذیرای بسیاری از گروه‌ها و موزیسین‌های بزرگ جهان از جمله ریدیوهد، میوز، گوریلاز، آرکتیک مانکیز، د هو، بروس اسپرینگستین، اوسیس، پل مک کارتنی، آر.ای.ام، کلدپلی، پالپ، تی.رکس و... بوده‌است.